# 渺小
《渺小》（英語：INSIGNIFICANCE）是台湾女子團體S.H.E成員田馥甄的第三張個人專輯，於2013年11月13日開始預購，11月29日正式發行。首波同名主打歌〈渺小〉是首華語流行樂壇少見的電氣民謠，MV特別遠赴冰島拍攝，影片結尾也特別加入波蘭女詩人辛波絲卡的「在一顆小星星底下」。

## 唱片版本
| 類型 | 發行日期       | 附註              |
| ---- | -------------- | ----------------- |
| CD   | 2013年11月29日 |                   |
| LP   | 2018年8月3日   | 180克胭紅彩膠唱片 |

備註
- 台湾版：专辑分为「正式發行版」和「加購套裝版」两个版本，「加購套裝版」隨專輯附贈紀念卡片及《渺小.紀錄》田馥甄影音裝置展門票一張[1]。
- 中国大陆版：首批预购限量加赠兩张独家精美纪念明信片，並删除《不醉不會》一曲。

## 曲目
| 曲序 | 曲目                                                      |                | 作曲           | 编曲           | 製作人         | 备注                                                                     | 时长 |
| ---- | --------------------------------------------------------- | -------------- | -------------- | -------------- | -------------- | ------------------------------------------------------------------------ | ---- |
| 1.   | 渺小（Insignificance）                                    | 周耀輝         | 楊子樸         | JerryC         | 王治平、郭文宗 | 首波主打                                                                 | 4:44 |
| 2.   | 矛盾（Contradiction）                                     | 姚若龍         | 鄭楠           | 韓立康         | 王治平、郭文宗 | 第五波主打                                                               | 4:43 |
| 3.   | 終身大事（The Most Important Thing in Life）              | 藍小邪         | 苗小青         | JerryC         | 呂禎晃、郭文宗 |                                                                          | 4:01 |
| 4.   | 不醉不會（Learning From Drunk）                           | 林夕           | 劉大江         | JerryC         | 呂禎晃、郭文宗 | 第三波主打 電視劇《沒有名字的甜點店》片頭曲                              | 3:53 |
| 5.   | 你快樂未必我快樂（You're Happy But I'm Not Always Happy） | 藍小邪         | 黃淑惠         | Martin Tang    | 王治平         |                                                                          | 4:40 |
| 6.   | 這個人已經與我無關（He's Gone）                           | 黃偉文         | 郭文宗         | 京延           | 呂禎晃、郭文宗 | 第七波主打                                                               | 4:36 |
| 7.   | 你就不要想起我（You Better Not Think About Me）           | 施人誠         | 楊子樸、劉大江 | 洪敬堯、溫奕哲 | 呂禎晃、郭文宗 | 第二波主打 《廉政英雄》、《必娶女人》、《稍息立正我愛你》插曲            | 4:42 |
| 8.   | 無常（Fickle）                                            | 藍小邪         | 鄭楠           | 鄭楠           | 鄭楠           | 第六波主打                                                               | 4:21 |
| 9.   | 愛著愛著就永遠（Forever Love）                            | 徐世珍、吳輝福 | 張簡君偉       | 游政豪、樊哲忠 | 張簡君偉       | 第四波主打 電視劇《上流俗女》片尾曲、韓劇《玻璃假面 (韓國電視劇)》片尾曲 | 4:28 |
| 10.  | 口袋的溫度（Hidden Love）                                 | 常正、施人誠   | 陳小霞         | 韓立康         | 王治平、郭文宗 | 第八波主打 電視劇《愛上兩個我》插曲                                      | 4:27 |

## 戲劇歌曲
1. 〈不醉不會〉：公視《沒有名字的甜點店》片頭曲，但中國大陸版本的唱片無收錄此曲。
2. 〈無常〉：民視《風水世家410集》插曲。
3. 〈你就不要想起我〉：民視《風水世家416集》插曲。
4. 〈口袋的溫度〉：台視、三立電視台《愛上兩個我》插曲
5. 〈你就不要想起我〉：中視、東森《稍息立正我愛你》插曲。
6. 〈愛著愛著就永遠〉：中視、八大綜合台《上流俗女》片尾曲

## 音樂錄影帶
| 歌名               | 導演        | 首播日期       | 首播頻道                              | 備註                                         |
| ------------------ | ----------- | -------------- | ------------------------------------- | -------------------------------------------- |
| 渺小               | 比爾賈      | 2013年11月13日 | 華研國際音樂官方YouTube頻道           | 赴冰島拍攝，入圍第25屆金曲獎最佳音樂錄影帶獎 |
| 你就不要想起我     | 徐筠軒      | 2013年11月25日 | 華研國際音樂官方YouTube頻道           | 赴日本取景                                   |
| 不醉不會           | 比爾賈      | 2013年12月19日 | 華研國際音樂官方YouTube頻道           | 取景地方包括HOTEL V 及青年公園游泳池池中     |
| 愛著愛著就永遠     | 山畝        | 2014年1月10日  | 華研國際音樂官方YouTube頻道           |                                              |
| 矛盾               | 比爾賈      | 2014年3月25日  | 華研國際音樂官方YouTube頻道           |                                              |
| 無常               | 比爾賈      | 2014年4月9日   | 華研國際音樂官方YouTube頻道           |                                              |
| 這個人已經與我無關 | 比尔贾 山畝 | 2014年4月18日  | 收錄於《渺小.紀錄》影音DVD            | 7月22日上傳於華研國際音樂官方YouTube頻道     |
| 口袋的溫度         | 比爾賈      | 2014年4月28日  | 收錄於《渺小.紀錄》影音DVD            | 上傳至導演個人Youtube頻道                    |
| 不醉不會           | 比爾賈      | 2014年8月20日  | 8月20日新竹縣代言台北火車站全國記者會 | 為新竹縣代言再次拍攝的MV                     |

## 渺小‧紀錄影音DVD
- 《渺小》MV影音館

1. 渺小
2. 你就不要想起我
3. 不醉不會
4. 愛著愛著就永遠
5. 無常
6. 矛盾
7. 這個人已經與我無關
8. 口袋的溫度

- 《渺小‧紀錄》影音裝置展影片

1. 展覽精華紀錄
2. 展出花絮-理性與感性篇
3. 展出花絮-冷靜與熱情篇
4. 展出花絮-巨大與渺小篇

## 演唱會
- 《田馥甄－渺小 微巡聽歌會》 
  - 2013年12月4日：高雄場（地點：In Our Time）
  - 2013年12月18日：台中場（地點：Forro Cafe）
  - 2014年1月3日：台北場（地點：Legacy mini@amba）嘉賓：Selina

- 《田馥甄－渺小 暢聽會》  
  - 2014年3月2日：廣州場（地點：南豐朗豪酒店宴會廳）
  - 2014年3月14日：上海場（地點：陸家嘴正大廣場演播廳）

## 相關企劃
《渺小.紀錄田馥甄冷靜與熱情之聲影音裝置展》於松山文創園區舉辦為期一個月的展覽。

## 獎項及票選
- HitFM
  - 2013年度十大最值得推薦及珍藏的專輯[3]

- 2013 MTV臉書
  - 2013 MTV《大勢排行榜》─年度人氣MV季軍：〈渺小〉MV [4]

- IFPI香港唱片銷量大獎頒獎禮2013
  - 十大銷量國語唱片：《渺小》 專輯

- 2013 加拿大至HIT中文歌曲排行榜
  - 全國推崇國語女歌手
  - 全國推崇十大國語歌曲 《渺小》

- 2014 QQ音樂年度盛典 
  - 年度熱歌金曲：歌曲〈渺小〉
  - 年度最佳國語專輯：《渺小》 專輯
  - 年度最佳港臺女歌手：田馥甄

- 第四屆全球流行音樂金榜
  - 年度二十大金曲：歌曲〈渺小〉
  - 年度最受歡迎女歌手：田馥甄
  - 年度最佳專輯：《渺小》 專輯

- 第二屆音悅V榜年度盛典
  - 港臺最佳女歌手：田馥甄
  - 港臺最具人氣歌手：田馥甄
  - 年度最佳專輯：《渺小》 專輯
  - 年度最佳MV導演: 比爾賈 - 〈渺小〉MV

- 2013年度蒙牛酸酸乳MusicRadio中國TOP排行榜頒獎晚會
  - 年度最佳金曲：歌曲〈你就不要想起我〉
  - MusicRadio音樂之聲港臺地區點播冠軍：歌曲〈你就不要想起我〉
  - 港台最佳女歌手：田馥甄

- 第6屆新加坡e樂大賞
  - e樂人氣女歌手：田馥甄

- 第七屆城市至尊音樂榜
  - 年度聽眾最愛女歌手：田馥甄
  - 年度20大金曲：歌曲〈渺小〉

- 2014 hito流行音樂獎頒獎典禮
  - hito年度十大華語歌曲： 歌曲〈你就不要想起我〉[5]
  - 入圍最受歡迎女歌手[5]
  - Hit Fm最長壽專輯：專輯《渺小》
  - 年度最佳女歌手：田馥甄

- 世界音樂獎
  - 入圍全球最佳歌曲 《渺小》
  - 入圍全球最佳歌曲 《你就不要想起我》
  - 入圍全球年度最佳藝人
  - 入圍全球最佳女歌手
  - 入圍全球最佳現場演出
  - 入圍全球最佳錄影帶獎

- 第25屆金曲獎
  - 入圍最佳音樂錄影帶：〈渺小〉MV
  - 入圍最佳專輯包裝：《渺小》 專輯

- 2014 MTV歐洲音樂大獎
  - 最佳台灣歌手
  - 入圍全球人氣歌手